# Есимханов, Сартай
Сартай Есимханов — советский хозяйственный деятель, Герой Социалистического Труда.

## Биография
Родился в 1931 году в селе Акколь. Член КПСС.
Окончил Джамбульское педагогическое училище имени Абая.
В 1952—1954 — старший пионервожатый средней школы имени Карла Маркса, затем средней школы имени Сталина в Каратау.
В 1954—1955 — старший воспитатель, старший пионервожатый интерната села Головачевка Джамбулского района Джамбульской области Казахской ССР.
В 1955—1983 — дробильщик сернокислотного башенного цеха, транспортерщик, коттрельщик Джамбулского суперфосфатного завода.
Указом Президиума Верховного Совета СССР от 15 января 1974 года присвоено звание Героя Социалистического Труда с вручением ордена Ленина и золотой медали «Серп и Молот».
Делегат XXIV съезда КПСС.
В 1983—1991 — мастер-профориентатор Джамбулского городского профтехучилища номер 154.
Жил в Таразе.

## Награды и звания
- Герой Социалистического Труда (15.01.1974)
- Орден Ленина (15.01.1974)
- Орден Трудового Красного Знамени (20.04.1971)